# Championnat de Russie de football de troisième division 2011-2012
Navigation
Édition précédente Édition suivante
La saison 2011-2012 de Vtoroï Divizion est la vingtième édition de la troisième division russe. Cette saison est marquée par le passage d'un championnat d'été, entre avril et novembre, à un championnat d'hiver, entre juillet et juin. Elle prend place du 17 avril 2011 au 5 juin 2012.
Soixante-quinze clubs du pays sont divisés en cinq zones géographiques (Centre, Est, Ouest, Oural-Povoljié, Sud) contenant entre treize et dix-huit équipes chacune, où ils s'affrontent deux à trois fois, à domicile et à l'extérieur. En fin de saison, le dernier de chaque zone est relégué en quatrième division, tandis que le vainqueur de chaque zone est directement promu en deuxième division.

## Compétition

### Règlement
Le classement est établi sur le barème de points suivant : trois points pour une victoire, un pour un match nul et aucun pour une défaite. Pour départager les équipes à égalité de points, les critères suivants sont utilisés :
1. Nombre de matchs gagnés
2. Confrontations directes (points, matchs gagnés, différence de buts, buts marqués, buts marqués à l'extérieur)
3. Différence de buts générale
4. Buts marqués (général)
5. Buts marqués à l'extérieur (général)

### Zone Centre

#### Participants
Légende des couleurs
- Relégué de deuxième division
- Promu de quatrième division

| Club                         | D3 depuis | Classement 2010     |
| ---------------------------- | --------- | ------------------- |
| Saliout Belgorod             | 2011      | 17 (D2)             |
| Avangard Koursk              | 2011      | 20 (D2)             |
| FK Goubkine                  | 2006      | 2                   |
| Metallourg-Oskol Stary Oskol | 2008      | 3                   |
| Sokol Saratov                | 2007      | 5 (Oural-Povoljié)  |
| Vitiaz Podolsk               | 2010      | 6                   |
| Metallourg Lipetsk           | 2010      | 7                   |
| Zénith Penza                 | 2010      | 8                   |
| Lokomotiv Liski              | 2005      | 9                   |
| FK Kalouga                   | 2010      | 10                  |
| Zvezda Riazan                | 2010      | 11                  |
| Rousitchi Orel               | 2008      | 13                  |
| Spartak Tambov               | 1997      | 14                  |
| Podolie Podolsk              | 2011      | 1 (D4, Podmoskovié) |

#### Classement
| Rang | Équipe                       | Pts | J  | G  | N  | P  | Bp | Bc | Diff |
| ---- | ---------------------------- | --- | -- | -- | -- | -- | -- | -- | ---- |
| 1    | Saliout Belgorod R           | 83  | 39 | 25 | 8  | 6  | 78 | 31 | +47  |
| 2    | Avangard Koursk R            | 70  | 39 | 21 | 7  | 11 | 62 | 36 | +26  |
| 3    | Vitiaz Podolsk               | 62  | 39 | 18 | 8  | 13 | 58 | 59 | -1   |
| 4    | Metallourg-Oskol Stary Oskol | 59  | 39 | 17 | 8  | 14 | 51 | 50 | +1   |
| 5    | Lokomotiv Liski              | 58  | 39 | 16 | 10 | 13 | 47 | 41 | +6   |
| 6    | FK Goubkine                  | 58  | 39 | 16 | 10 | 13 | 43 | 38 | +5   |
| 7    | Metallourg Lipetsk           | 56  | 39 | 16 | 8  | 15 | 55 | 53 | +2   |
| 8    | Rousitchi Orel               | 53  | 39 | 14 | 11 | 14 | 52 | 60 | -8   |
| 9    | FK Kalouga                   | 52  | 39 | 14 | 10 | 15 | 37 | 41 | -4   |
| 10   | Sokol Saratov                | 52  | 39 | 13 | 13 | 13 | 56 | 55 | +1   |
| 11   | Spartak Tambov               | 43  | 39 | 11 | 10 | 18 | 46 | 58 | -12  |
| 12   | Zvezda Riazan                | 42  | 39 | 11 | 9  | 19 | 44 | 60 | -16  |
| 13   | Podolie Podolsk P            | 35  | 39 | 9  | 8  | 22 | 33 | 56 | -23  |
| 14   | Zénith Penza                 | 32  | 39 | 8  | 8  | 23 | 22 | 46 | -24  |

Promotion en deuxième division
- 1er : promotion

Abréviations
- P : Promu de quatrième division
- R : Relégué de deuxième division

### Zone Est

#### Participants
Légende des couleurs
- Relégué de deuxième division
- Promu de quatrième division

| Club                              | D3 depuis | Classement 2010 |
| --------------------------------- | --------- | --------------- |
| Irtych Omsk                       | 2011      | 19 (D2)         |
| Radian-Baïkal Irkoutsk            | 2010      | 2               |
| FK Tchita                         | 2010      | 3               |
| Dinamo Barnaoul                   | 2009      | 4               |
| Sakhaline Ioujno-Sakhalinsk       | 2007      | 5               |
| Metallourg-Kouzbass Novokouznetsk | 2009      | 6               |
| Smena Komsomolsk-sur-l'Amour      | 2002      | 7               |
| Kouzbass Kemerovo                 | 2008      | 8               |
| Mostovik-Primorié Oussouriisk     | 2010      | 9               |
| Sibiriak Bratsk                   | 1998      | 10              |
| Iakoutia Iakoutsk                 | 2011      | 4 (D4, Est)     |
| Amour-2010 Blagovechtchensk       | 2011      | 5 (D4, Est)     |
| Sibir-2 Novossibirsk              | 2011      | Refondation     |

#### Classement
| Rang | Équipe                            | Pts | J  | G  | N  | P  | Bp | Bc | Diff |
| ---- | --------------------------------- | --- | -- | -- | -- | -- | -- | -- | ---- |
| 1    | Metallourg-Kouzbass Novokouznetsk | 78  | 36 | 24 | 6  | 6  | 64 | 24 | +40  |
| 2    | Mostovik-Primorié Oussouriisk     | 63  | 36 | 19 | 6  | 11 | 54 | 31 | +23  |
| 3    | FK Tchita                         | 59  | 36 | 17 | 8  | 11 | 49 | 33 | +16  |
| 4    | Irtych Omsk R                     | 57  | 36 | 16 | 9  | 11 | 52 | 38 | +14  |
| 5    | Dinamo Barnaoul                   | 56  | 36 | 14 | 14 | 8  | 54 | 41 | +13  |
| 6    | Sakhaline Ioujno-Sakhalinsk       | 53  | 36 | 15 | 8  | 13 | 40 | 41 | -1   |
| 7    | Radian-Baïkal Irkoutsk            | 52  | 36 | 13 | 13 | 10 | 42 | 37 | +5   |
| 8    | Smena Komsomolsk-sur-l'Amour      | 51  | 36 | 12 | 15 | 9  | 47 | 30 | +17  |
| 9    | Kouzbass Kemerovo                 | 42  | 36 | 12 | 6  | 18 | 34 | 40 | -6   |
| 10   | Sibiriak Bratsk                   | 40  | 36 | 11 | 7  | 18 | 43 | 62 | -19  |
| 11   | Amour-2010 Blagovechtchensk P     | 38  | 36 | 9  | 11 | 16 | 30 | 45 | -15  |
| 12   | Iakoutia Iakoutsk P               | 29  | 36 | 7  | 8  | 21 | 38 | 76 | -38  |
| 13   | Sibir-2 Novossibirsk P            | 24  | 36 | 5  | 9  | 22 | 31 | 80 | -49  |

Promotion en deuxième division
- 1er : promotion

Relégation en quatrième division
- 2e et 9e : rétrogradation

Abréviations
- P : Promu de quatrième division
- R : Relégué de deuxième division

1. 1 2  Le Kouzbass Kemerovo et le Mostovik-Primorié Oussouriisk sont dissous à l'issue de la saison.

### Zone Ouest

#### Participants
Légende des couleurs
- Relégué de deuxième division
- Promu de quatrième division

| Club                                 | D3 depuis | Classement 2010 |
| ------------------------------------ | --------- | --------------- |
| Saturn Ramenskoïe                    | 2011      | 10 (D1)         |
| Petrotrest Saint-Pétersbourg         | 2011      | 16 (D2)         |
| Lokomotiv-2 Moscou                   | 2009      | 3               |
| Dinamo Vologda                       | 1994      | 4               |
| Cheksna Tcherepovets                 | 2000      | 5               |
| Sever Mourmansk                      | 2008      | 6               |
| Volotchanine-Ratmir Vychni Volotchek | 1998      | 7               |
| FK Istra                             | 2008      | 8               |
| Volga Tver                           | 2004      | 9               |
| Dniepr Smolensk                      | 2009      | 10              |
| Pskov-747                            | 2008      | 11              |
| Spartak Kostroma                     | 1998      | 13              |
| Dinamo Kostroma                      | 2010      | 15              |
| Znamia Trouda Orekhovo-Zouïevo       | 2007      | 15 (Centre)     |
| Tekstilchtchik Ivanovo               | 2011      | 16              |
| Karelia Petrozavodsk                 | 2011      | Fondation       |

#### Classement
| Rang | Équipe                               | Pts | J  | G  | N  | P  | Bp | Bc | Diff |
| ---- | ------------------------------------ | --- | -- | -- | -- | -- | -- | -- | ---- |
| 1    | Petrotrest Saint-Pétersbourg R       | 93  | 45 | 27 | 12 | 6  | 80 | 27 | +53  |
| 2    | Spartak Kostroma                     | 89  | 45 | 26 | 11 | 8  | 62 | 30 | +32  |
| 3    | Tekstilchtchik Ivanovo               | 89  | 45 | 26 | 11 | 8  | 68 | 26 | +42  |
| 4    | Dniepr Smolensk                      | 84  | 45 | 24 | 12 | 9  | 77 | 36 | +41  |
| 5    | Lokomotiv-2 Moscou                   | 81  | 45 | 24 | 9  | 12 | 72 | 44 | +28  |
| 6    | Volga Tver                           | 77  | 45 | 22 | 11 | 12 | 60 | 35 | +25  |
| 7    | Pskov-747                            | 73  | 45 | 21 | 10 | 14 | 61 | 53 | +8   |
| 8    | Cheksna Tcherepovets                 | 67  | 45 | 20 | 7  | 18 | 51 | 49 | +2   |
| 9    | FK Istra                             | 64  | 45 | 16 | 16 | 13 | 54 | 47 | +7   |
| 10   | Dinamo Vologda                       | 60  | 45 | 15 | 15 | 15 | 62 | 63 | -1   |
| 11   | Sever Mourmansk                      | 52  | 45 | 15 | 7  | 23 | 62 | 77 | -15  |
| 12   | Karelia Petrozavodsk P               | 49  | 45 | 13 | 10 | 22 | 58 | 83 | -25  |
| 13   | Saturn Ramenskoïe R                  | 48  | 45 | 13 | 9  | 23 | 54 | 78 | -24  |
| 14   | Dinamo Kostroma                      | 29  | 45 | 6  | 11 | 28 | 33 | 73 | -40  |
| 15   | Znamia Trouda Orekhovo-Zouïevo       | 21  | 45 | 4  | 9  | 32 | 29 | 99 | -70  |
| 16   | Volotchanine-Ratmir Vychni Volotchek | 20  | 45 | 4  | 8  | 33 | 26 | 89 | -63  |

Promotion en deuxième division
- 1er : promotion

Relégation en quatrième division
- 16e : relégation
- 8e à 10e, 13e et 14e : rétrogradation

Abréviations
- P : Promu de quatrième division
- R : Relégué de deuxième division

1. 1 2 3  Le Cheksna Tcherepovets, le Dinamo Vologda, le FK Istra se retirent de la compétition à l'issue de la saison pour des raisons financières.
2. ↑  Le Saturn Ramenskoïe est exclu de la compétition à l'issue de la saison en raison de ses problèmes financiers.
3. ↑  Le Dinamo Kostroma est retrogradé en quatrième division à l'issue de la saison.

### Zone Oural-Povoljié

#### Participants
Légende des couleurs
- Promu de quatrième division

| Club                   | D3 depuis | Classement 2010                   |
| ---------------------- | --------- | --------------------------------- |
| FK Tioumen             | 2006      | 2                                 |
| Gorniak Outchaly       | 2008      | 4                                 |
| FK Tcheliabinsk        | 1998      | 6                                 |
| Neftekhimik Nijnekamsk | 2005      | 7                                 |
| Akademia Togliatti     | 2000      | 8                                 |
| Khimik Dzerjinsk       | 2008      | 9                                 |
| FK Oufa                | 2009      | 10                                |
| Volga Oulianovsk       | 2009      | 11                                |
| Nosta Novotroïtsk      | 2010      | 12                                |
| Dinamo Kirov           | 1999      | 13                                |
| Rubin-2 Kazan          | 2004      | 14                                |
| Syzran-2003            | 2011      | 1 (D4, Privoljié)                 |
| Oktan Perm             | 2011      | 1 (D4, Oural-Sibérie occidentale) |
| Zénith Ijevsk          | 2011      | Fondation                         |

#### Classement
| Rang | Équipe                 | Pts | J  | G  | N  | P  | Bp | Bc | Diff |
| ---- | ---------------------- | --- | -- | -- | -- | -- | -- | -- | ---- |
| 1    | Neftekhimik Nijnekamsk | 86  | 39 | 26 | 8  | 5  | 68 | 25 | +43  |
| 2    | FK Oufa                | 86  | 39 | 25 | 11 | 3  | 54 | 19 | +35  |
| 3    | Volga Oulianovsk       | 73  | 39 | 22 | 7  | 10 | 54 | 31 | +23  |
| 4    | Akademia Togliatti     | 65  | 39 | 19 | 8  | 12 | 61 | 36 | +25  |
| 5    | FK Tcheliabinsk        | 64  | 39 | 17 | 13 | 9  | 42 | 28 | +14  |
| 6    | FK Tioumen             | 63  | 39 | 17 | 12 | 10 | 52 | 35 | +17  |
| 7    | Gorniak Outchaly       | 58  | 39 | 14 | 16 | 9  | 57 | 45 | +12  |
| 8    | Syzran-2003 P          | 49  | 39 | 13 | 10 | 16 | 42 | 48 | -6   |
| 9    | Khimik Dzerjinsk       | 48  | 39 | 13 | 9  | 17 | 41 | 52 | -11  |
| 10   | Zénith Ijevsk P        | 46  | 39 | 12 | 10 | 17 | 50 | 52 | -2   |
| 11   | Oktan Perm P           | 41  | 39 | 12 | 5  | 22 | 44 | 65 | -21  |
| 12   | Rubin-2 Kazan          | 29  | 39 | 7  | 8  | 24 | 32 | 57 | -25  |
| 13   | Dinamo Kirov           | 26  | 39 | 5  | 11 | 23 | 23 | 64 | -41  |
| 14   | Nosta Novotroïtsk      | 17  | 39 | 3  | 8  | 28 | 19 | 82 | -63  |

Promotion en deuxième division
- 1er et 2e : promotion

Abréviations
- P : Promu de quatrième division

1. ↑  L'abandon du Dinamo Briansk à l'issue de la saison libère une place en deuxième division pour la saison 2012-2013. Celle-ci est finalement attribuée au FK Oufa[1].

### Zone Sud

#### Participants
Légende des couleurs
- Relégué de deuxième division
- Promu de quatrième division

| Club                          | D3 depuis | Classement 2010 |
| ----------------------------- | --------- | --------------- |
| Rotor Volgograd               | 2011      | 18 (D2)         |
| Torpedo Armavir               | 2009      | 2               |
| Machouk-KMV Piatigorsk        | 2009      | 3               |
| FK Astrakhan                  | 2000      | 4               |
| Faïour Beslan                 | 2010      | 6               |
| Kavkaztransgaz-2005 Ryzdvyany | 2006      | 7               |
| MITOS Novotcherkassk          | 2010      | 8               |
| Droujba Maïkop                | 1999      | 9               |
| Angoucht Nazran               | 2009      | 10              |
| Energia Voljski               | 2007      | 11              |
| Dagdizel Kaspiisk             | 2008      | 12              |
| Dinamo Stavropol              | 2010      | 13              |
| SKA Rostov                    | 2009      | 14              |
| FK Taganrog                   | 2006      | 15              |
| Biolog-Novokoubansk           | 2011      | 1 (D4, Sud)     |
| Alania-2 Vladikavkaz          | 2011      | Fondation       |
| Olimpia Guelendjik            | 2011      | Fondation       |
| Slavianski Slaviansk          | 2011      | Fondation       |

#### Classement
| Rang | Équipe                        | Pts | J  | G  | N  | P  | Bp | Bc | Diff |
| ---- | ----------------------------- | --- | -- | -- | -- | -- | -- | -- | ---- |
| 1    | Rotor Volgograd R             | 79  | 34 | 24 | 7  | 3  | 67 | 16 | +51  |
| 2    | Torpedo Armavir               | 72  | 34 | 22 | 6  | 6  | 53 | 21 | +32  |
| 3    | Slavianski Slaviansk P        | 64  | 34 | 18 | 10 | 6  | 47 | 24 | +23  |
| 4    | Machouk-KMV Piatigorsk        | 59  | 34 | 18 | 5  | 11 | 43 | 33 | +10  |
| 5    | Dagdizel Kaspiisk             | 59  | 34 | 17 | 8  | 9  | 45 | 28 | +17  |
| 6    | FK Astrakhan                  | 56  | 34 | 17 | 5  | 12 | 64 | 49 | +15  |
| 7    | Angoucht Nazran               | 50  | 34 | 15 | 5  | 14 | 48 | 46 | +2   |
| 8    | Dinamo Stavropol              | 49  | 34 | 15 | 4  | 15 | 51 | 41 | +10  |
| 9    | MITOS Novotcherkassk          | 48  | 34 | 13 | 9  | 12 | 48 | 42 | +6   |
| 10   | Kavkaztransgaz-2005 Ryzdvyany | 45  | 34 | 12 | 9  | 13 | 39 | 39 | 0    |
| 11   | Faïour Beslan                 | 41  | 34 | 11 | 8  | 15 | 41 | 59 | -18  |
| 12   | Droujba Maïkop                | 41  | 34 | 10 | 11 | 13 | 42 | 44 | -2   |
| 13   | FK Taganrog                   | 37  | 34 | 10 | 7  | 17 | 40 | 51 | -11  |
| 14   | Olimpia Guelendjik P          | 34  | 34 | 10 | 4  | 20 | 37 | 56 | -19  |
| 15   | Biolog-Novokoubansk P         | 33  | 34 | 7  | 12 | 15 | 32 | 40 | -8   |
| 16   | Energia Voljski               | 32  | 34 | 9  | 5  | 20 | 35 | 68 | -33  |
| 17   | Alania-2 Vladikavkaz P        | 30  | 34 | 9  | 3  | 22 | 29 | 71 | -42  |
| 18   | SKA Rostov                    | 28  | 34 | 8  | 4  | 22 | 26 | 59 | -33  |

Promotion en deuxième division
- 1er : promotion

Relégation en quatrième division
- 8e, 11e et 14e : rétrogradation

Abréviations
- P : Promu de quatrième division
- R : Relégué de deuxième division

1. ↑  Le Dinamo Stavropol se voit retirer sa licence professionnelle pour la saison 2012-2013.
2. 1 2  Le Faïour Beslan et l'Olimpia Guelendjik se retirent de la compétition à l'issue de la saison pour des raisons financières.